# イティマード・ウッダウラ廟

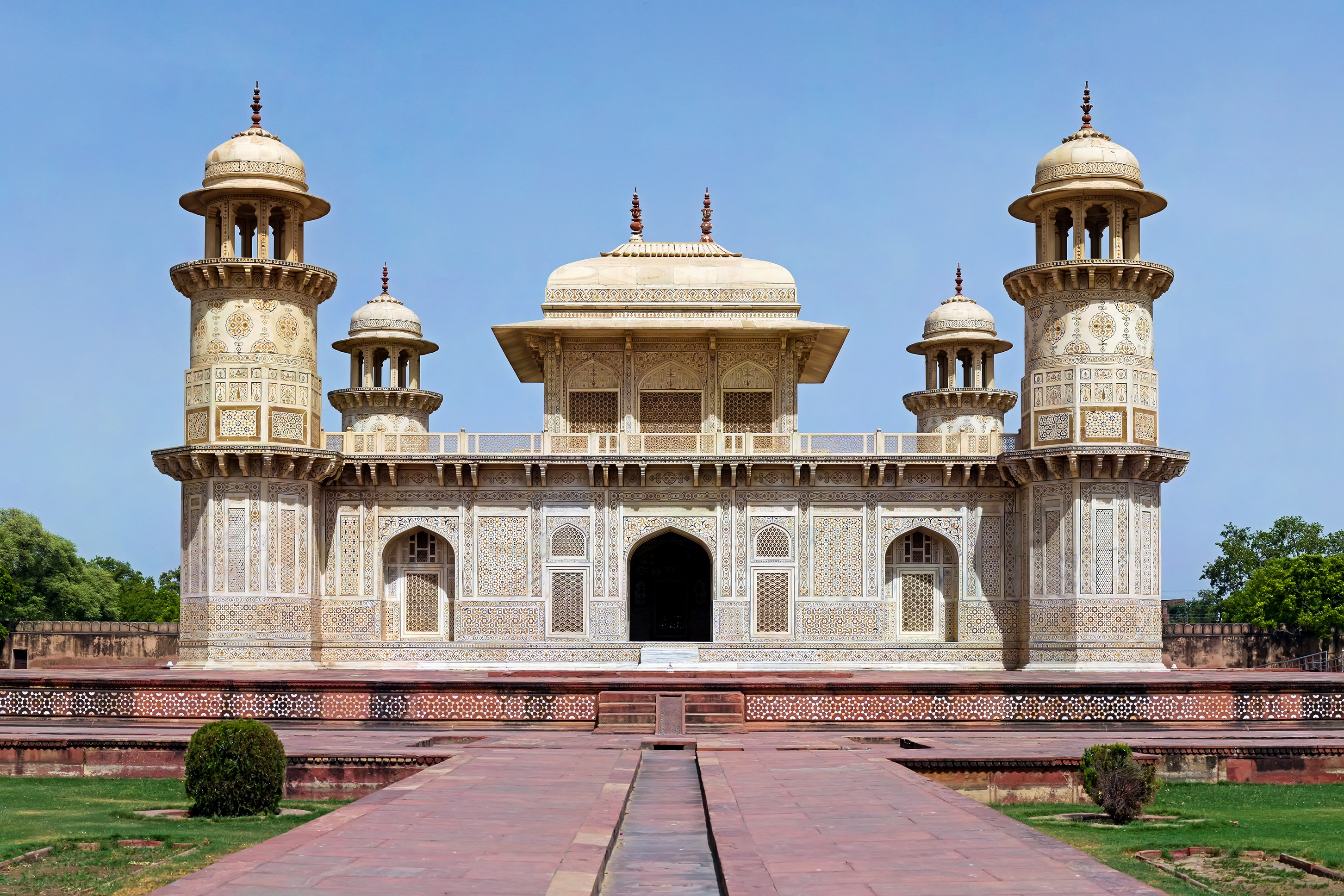
西から見たイティマード・ウッダウラ廟

イティマード・ウッダウラ廟（ウルドゥー語: اعتماد الدولہ کا مقبرہ, Tomb of I'timād-ud-Daulah）は、インド のアーグラにあるムガル帝国の宰相ミールザー・ギヤース・ベグの墓廟。

## 概要

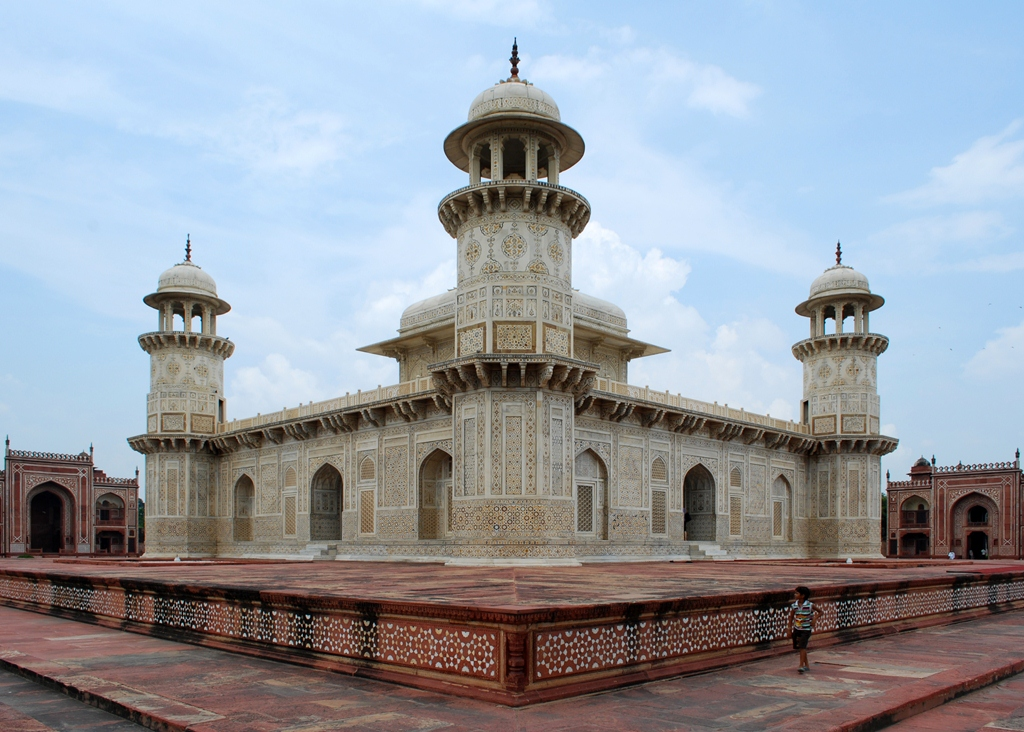
別方向からのイティマード・ウッダウラ廟

1622年1月、ムガル帝国の宰相ミールザー・ギヤース・ベグが死亡した。彼は皇帝ジャハーンギールから尊称「イティマード・ウッダウラ」（国家の柱）の称号を与えられた人物である。
娘のジャハーンギール妃であるヌール・ジャハーンはその死を悼み、同年から1628年にかけて墓廟をヤムナー川の右岸に建設した。建材は主にラージャスターン地方から集められ、白大理石を主として壁を彩るための紅玉、碧玉、ラピスラズリ、オニキス、トパーズといった宝石がちりばめられた。
完成した墓廟は中央のドームと四つのミナレットから成る典型的なムガル建築であり、のちに建設されたムムターズ・マハルの墓廟タージ・マハルの原型になったという。

## ギャラリー

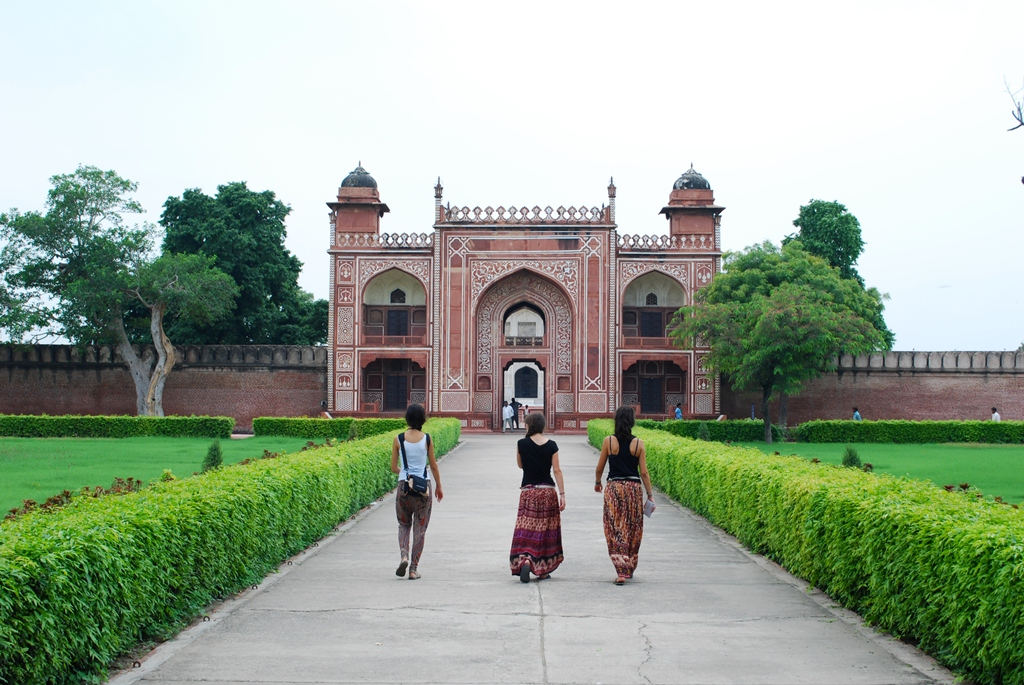
内側の玄関門
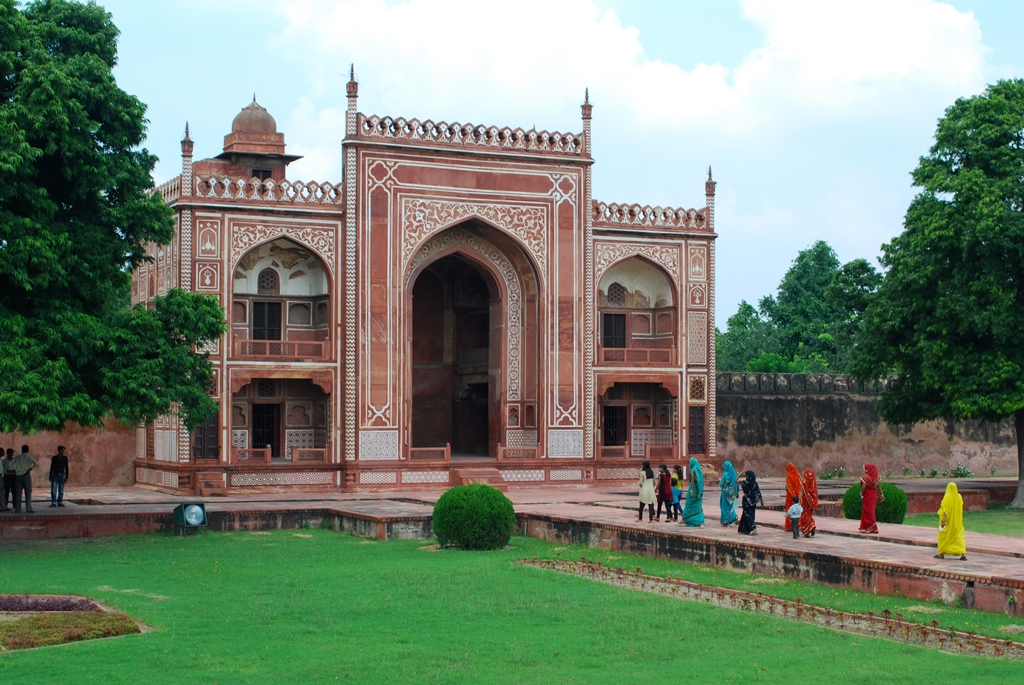
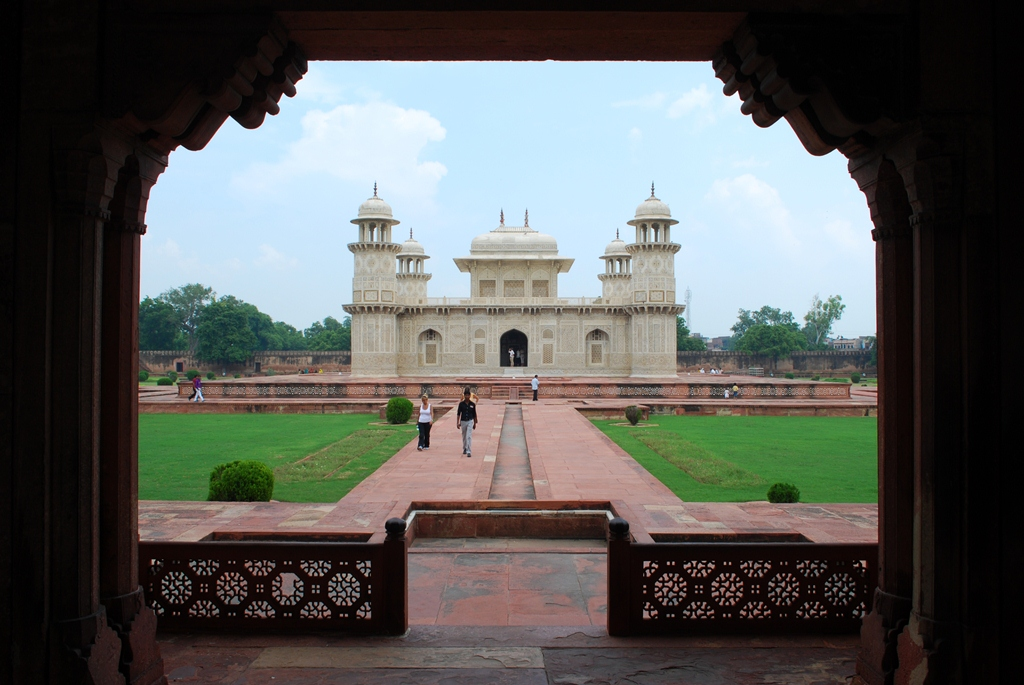
門から見た墓廟
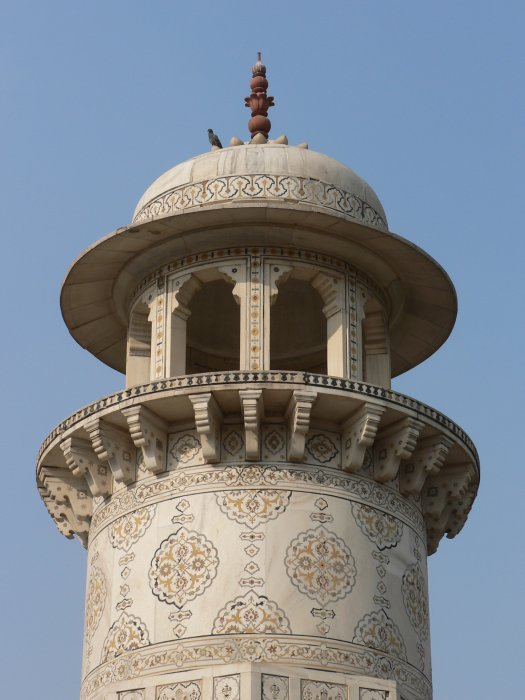
ミナレット
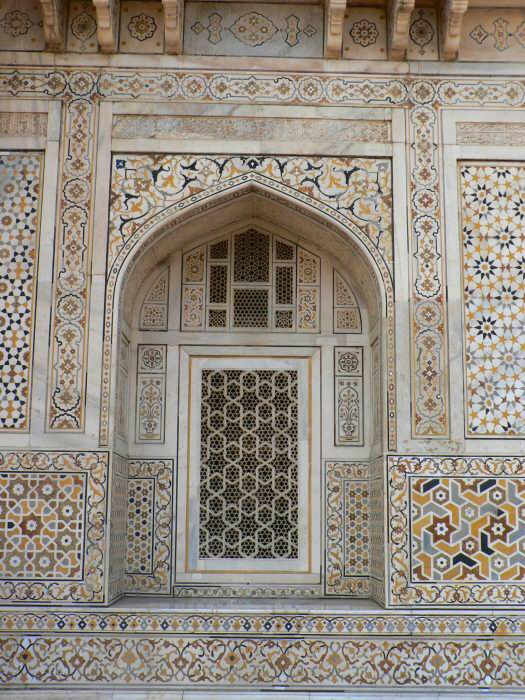
壁面